# Distrikt San Antonio de Cachi
Der Distrikt San Antonio de Cachi liegt in der Provinz Andahuaylas in der Region Apurímac im zentralen Süden von Peru. Der Distrikt wurde am 8. Juni 1936 gegründet. Er besitzt eine Fläche von 179 km². Beim Zensus 2017 wurden 3047 Einwohner gezählt. Im Jahr 1993 lag die Einwohnerzahl bei 3577, im Jahr 2007 bei 3186. Die Distriktverwaltung befindet sich in der 3250 m hoch gelegenen Ortschaft San Antonio de Cachi mit 198 Einwohnern (Stand 2017). San Antonio de Cachi liegt 26 km westsüdwestlich der Provinzhauptstadt Andahuaylas.

## Geographische Lage
Der Distrikt San Antonio de Cachi liegt im Andenhochland im äußersten Westen der Provinz Andahuaylas. Die Flüsse Río Chicha (auch Río Soras), Río Pampas und Río Huarcanay begrenzen den Distrikt im Westen und im Norden.
Der Distrikt San Antonio de Cachi grenzt im Westen an die Distrikte Chilcayoc, Chalcos und Belén (alle drei in der Provinz Sucre), im Nordwesten an die Distrikte Carhuanca und Saurama (beide in der Provinz Vilcas Huamán), im Norden an den Distrikt Uranmarca (Provinz Chincheros), im Nordosten an den Distrikt Santa María de Chicmo, im Osten an den Distrikt Huancaray sowie im Süden an den Distrikt Chiara.

## Ortschaften
Im Distrikt gibt es neben dem Hauptort folgende Ortschaften:
- Campanayoc
- Cachihuancaray
- Cachiyaurecc
- Ccapcca (215 Einwohner)
- Chullisana (369 Einwohner)
- Huantana (269 Einwohner)
- San Juan Bautista (391 Einwohner)
- San Juan de Kula (397 Einwohner)